# Ilyes Yaiche
Pour les articles homonymes, voir Yaïche.
Ilyes Yaiche (en arabe : إلياس يعيش) est un footballeur algérien né le 27 octobre 1997 à Ouadhia dans la wilaya de Tizi Ouzou. Il évoluait au poste d'allier droit.

## Biographie
En juin 2015, Yaiche était avec l'équipe de ASM Oran des moins de 18 ans qui a remporté la Coupe d'Algérie des moins de 18 ans, marquant un but de la victoire 3-1 contre USM El Harrach en finale.
À l'été 2016, Yaiche a signé un contrat de quatre ans avec l'USM Alger.

## Palmarès
- Vainqueur de la supercoupe d'Algérie en 2016 avec l'USM Alger.
- Vainqueur de la coupe d'Algérie des moins de 18 ans en 2015 avec l'ASM Oran.